# Turó d'en Boscà
El Turó d'en Boscà és una muntanya de 198 metres que es troba al municipi de Badalona, a la comarca del Barcelonès. Es troba entre les valls de Canyet i de Pomar, a l'oest del Mas Boscà, que li va donar el nom. En una de les seves faldes s'hi troba el barri de Bonavista.

## Poblat ibèric
En el cim del turó i els seus vessants es va trobar un poblat ibèric que data del segle iv aC, que va ser habitat per la tribu dels laietans, presents en tota la zona costanera del Maresme. El turó està senyalitzat i protegit mitjançant una tanca de ferro.